# Oxford University AFC
Oxford University AFC (celým názvem: Oxford University Association Football Club) je anglický fotbalový klub, který sídlí ve městě Oxford v nemetropolitním hrabství Oxfordshire. Založen byl v roce 1871. Hráči nastupující za tento tým jsou studenti reprezentující Oxfordskou univerzitu.
Své domácí zápasy odehrává na stadionu Iffley Road Stadium s kapacitou 499 diváků.

## Získané trofeje
Zdroj: 
- FA Cup ( 1× )
  - 1873/74

## Úspěchy v domácích pohárech
Zdroj: 
- FA Cup
  - Finále: 1872/73, 1873/74, 1876/77, 1879/80
  - Semifinále: 1874/75, 1875/76